# Pedicia (Pedicia) contermina
Pedicia (Pedicia) contermina is een tweevleugelige uit de familie Pediciidae. De soort komt voor in het Nearctisch gebied.